# Premierzy Jemenu Północnego

## Królestwo Jemenu(1918–1962)
| #                                          | # | Portret | Premier                                    | Kadencja       | Kadencja        | Partia polityczna |
| #                                          | # | Portret | Premier                                    | Od             | Do              | Partia polityczna |
| ------------------------------------------ | - | ------- | ------------------------------------------ | -------------- | --------------- | ----------------- |
|                                            | 1 |         | Ibrahim bin Jahja Hamid ad-Din (1915–1948) | 17 lutego 1948 | 18 lutego 1948  | bezpartyjny       |
|                                            | 2 |         | Ali ibn Abd Allah al-Wazir                 | luty 1948      | kwiecień 1948   | bezpartyjny       |
|                                            | 3 |         | Hasan ibn Jahja (1908–2003)                | kwiecień 1948  | 18 czerwca 1955 | bezpartyjny       |
| wakat (18 czerwca 1955 – 28 września 1962) |   |         |                                            |                |                 |                   |

### Królestwo Jemenu (rząd emigracyjny) (1962–1970)
| # | # | Portret | Premier                         | Kadencja            | Kadencja             | Partia polityczna |
| # | # | Portret | Premier                         | Od                  | Do                   | Partia polityczna |
| - | - | ------- | ------------------------------- | ------------------- | -------------------- | ----------------- |
|   | 0 |         | Ahmad as-Sajari                 | 5 października 1962 | 17 października 1962 | bezpartyjny       |
|   | 0 |         | Hassan ibn Jahja (1908–2003)    | październik 1962    | 11 kwietnia 1967     | bezpartyjny       |
|   | 0 |         | Abd ar-Rahman bin Jahja (1937–) | kwiecień 1967       | 15 stycznia 1969     | bezpartyjny       |
|   | 0 |         | Hassan ibn Jahja (1908–2003)    | 15 stycznia 1969    | marzec 1970          | bezpartyjny       |

## Arabska Republika Jemenu (1962–1990)
| # | #    | Portret                  | Premier                                          | Kadencja             | Kadencja             | Partia polityczna                 |
| # | #    | Portret                  | Premier                                          | Od                   | Do                   | Partia polityczna                 |
| - | ---- | ------------------------ | ------------------------------------------------ | -------------------- | -------------------- | --------------------------------- |
|   | 1    |                          | Abd Allah as-Sallal (1917–1994)                  | 28 września 1962     | 26 kwietnia 1963     | wojskowy                          |
|   | 2    |                          | Abd al-Latif Dajf Allah (1930–2019)              | 26 kwietnia 1963     | 5 października 1963  | wojskowy                          |
|   | 3    |                          | Abd ar-Rahman al-Irjani (1908–1998)              | 5 października 1963  | 10 lutego 1964       | bezpartyjny                       |
|   | 4    |                          | Hasan al-Amri (1920–1989)                        | 10 lutego 1964       | 29 kwietnia 1964     | wojskowy                          |
|   | 5    |                          | Hamud al-Dżaifi (1918–1985)                      | 29 kwietnia 1964     | 6 stycznia 1965      | bezpartyjny                       |
|   | (4)  |                          | Hasan al-Amri (1920–1989)                        | 6 stycznia 1965      | 20 kwietnia 1965     | wojskowy                          |
|   | 6    |                          | Ahmad Muhammad Numan (1909–1996)                 | 20 kwietnia 1965     | 6 lipca 1965         | bezpartyjny                       |
|   | (1)  |                          | Abd Allah as-Sallal (1917–1994)                  | 6 lipca 1965         | 21 lipca 1965        | wojskowy                          |
|   | (4)  |                          | Hasan al-Amri (1920–1989)                        | 21 lipca 1965        | 18 września 1966     | wojskowy                          |
|   | (1)  |                          | Abd Allah as-Sallal (1917–1994)                  | 18 września 1966     | 5 listopada 1967     | wojskowy                          |
|   | 7    |                          | Muhsin Ahmad al-Ajni (1932–2021)                 | 5 listopada 1967     | 21 grudnia 1967      | bezpartyjny                       |
|   | (4)  |                          | Hasan al-Amri (1920–1989)                        | 21 grudnia 1967      | 9 lipca 1969         | wojskowy                          |
|   | —    |                          | Abd as-Salam Sabrah (1912–2012) (tymczasowo)     | 9 lipca 1969         | 29 lipca 1969        | bezpartyjny                       |
|   | (7)  |                          | Muhsin Ahmad al-Ajni (1932–2021)                 | 29 lipca 1969        | 2 września 1969      | bezpartyjny                       |
|   | 8    |                          | Abd Allah Kurszumi (1932–2007)                   | 2 września 1969      | 5 lutego 1970        | bezpartyjny                       |
|   | (7)  |                          | Muhsin Ahmad al-Ajni (1932–2021)                 | 5 lutego 1970        | 26 lutego 1971       | bezpartyjny                       |
|   | —    |                          | Abd as-Salam Sabra (1912–2012) (tymczasowo)      | 26 lutego 1971       | 3 maja 1971          | bezpartyjny                       |
|   | (6)  |                          | Ahmad Muhammad Numan (1909–1996)                 | 3 maja 1971          | 24 sierpnia 1971     | bezpartyjny                       |
|   | (4)  |                          | Hasan al-Amri (1920–1989)                        | 24 sierpnia 1971     | 5 września 1971      | wojskowy                          |
|   | —    |                          | Abd as-Salam Sabra (1912–2012) (tymczasowo)      | 5 września 1971      | 18 września 1971     | bezpartyjny                       |
|   | (7)  |                          | Muhsin Ahmad al-Ajni (1932–2021)                 | 18 września 1971     | 30 grudnia 1972      | bezpartyjny                       |
|   | 9    |                          | Abd Allah al-Hadżri (1911–1977)                  | 30 grudnia 1972      | 10 lutego 1974       | bezpartyjny                       |
|   | 10   |                          | Hasan Muhammad Makki (1933–2016)                 | 10 lutego 1974       | 22 czerwca 1974      | bezpartyjny                       |
|   | (7)  |                          | Muhsin Ahmad al-Ajni (1932–2021)                 | 22 czerwca 1974      | 16 stycznia 1975     | bezpartyjny                       |
|   | —    |                          | Abd al-Latif Dajf Allah (1930–2019) (tymczasowo) | 16 stycznia 1975     | 25 stycznia 1975     | wojskowy                          |
|   | 11   |                          | Abd al-Aziz Abd al-Ghani (1939–2011)             | 25 stycznia 1975     | 15 października 1980 | bezpartyjny                       |
|   | 12   |                          | Abd al-Karim al-Irjani (1934–2015)               | 15 października 1980 | 13 listopada 1983    | bezpartyjny (do 24 sierpnia 1982) |
|   | 12   | Generalny Kongres Ludowy | Abd al-Karim al-Irjani (1934–2015)               | 15 października 1980 | 13 listopada 1983    |                                   |
|   | (11) |                          | Abd al-Aziz Abd al-Ghani (1939–2011)             | 13 listopada 1983    | 22 maja 1990         | Generalny Kongres Ludowy          |